# Chaïdari
Chaïdari (Grieks: Χαϊδάρι) is een gemeente (dimos) in de Griekse bestuurlijke regio (periferia) Attica.